# Yurta

La yurta (en lenguas turcas; en mongol: Гэр; romanización: ger) es una vivienda utilizada por los nómadas en las estepas de Asia Central. Distintos pueblos han usado este tipo de vivienda desde la Edad Antigua. En la Edad Media, la vida nómada de los turcos obligó a que tuvieran una vivienda para sus constantes desplazamientos. Esta tienda de campaña estaba protegida por una gruesa cubierta, era fácil de transportar y óptima para soportar los intensos cambios climáticos de Mongolia y Siberia. 

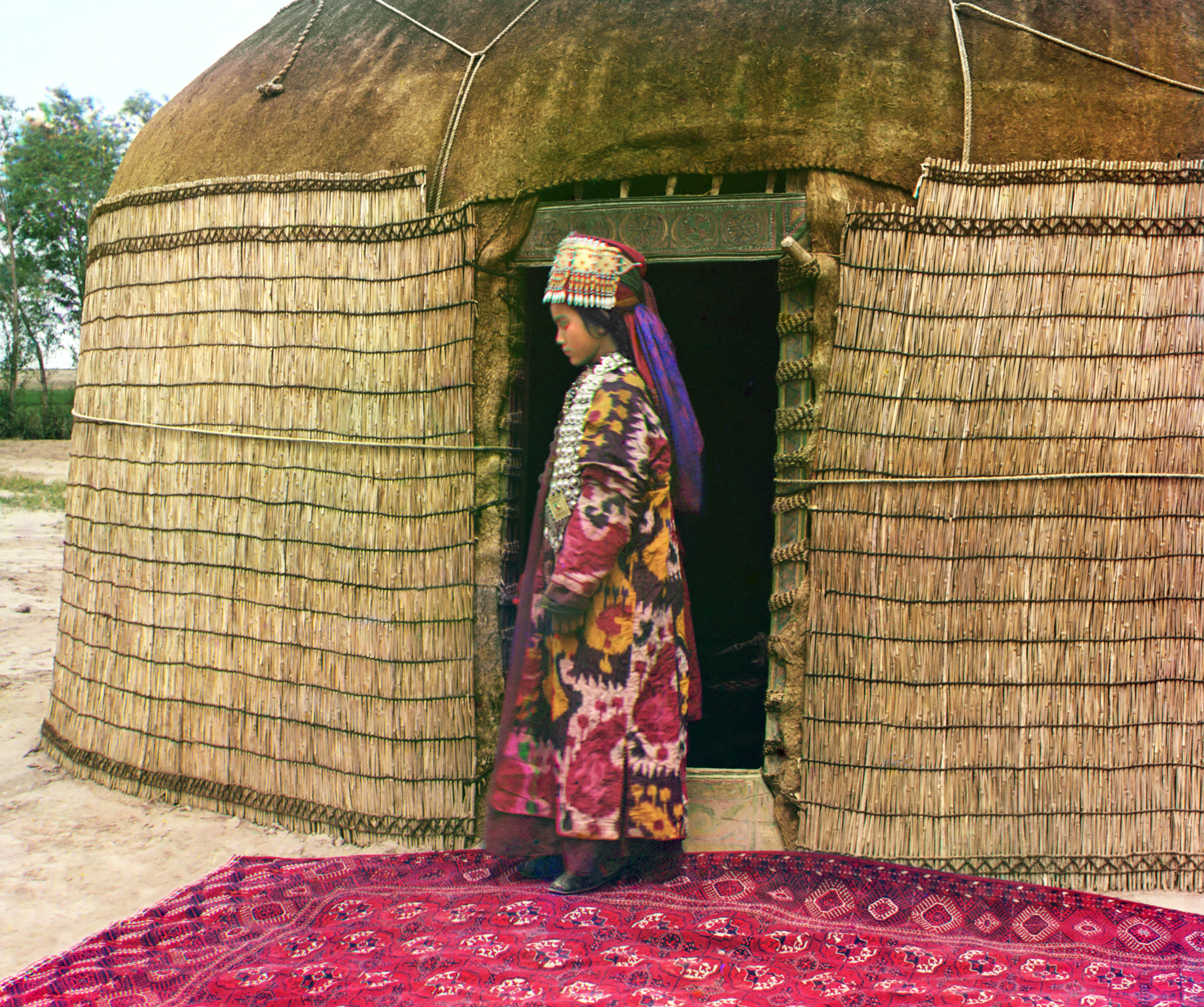
Mujer turcomana en la puerta de una yurta.

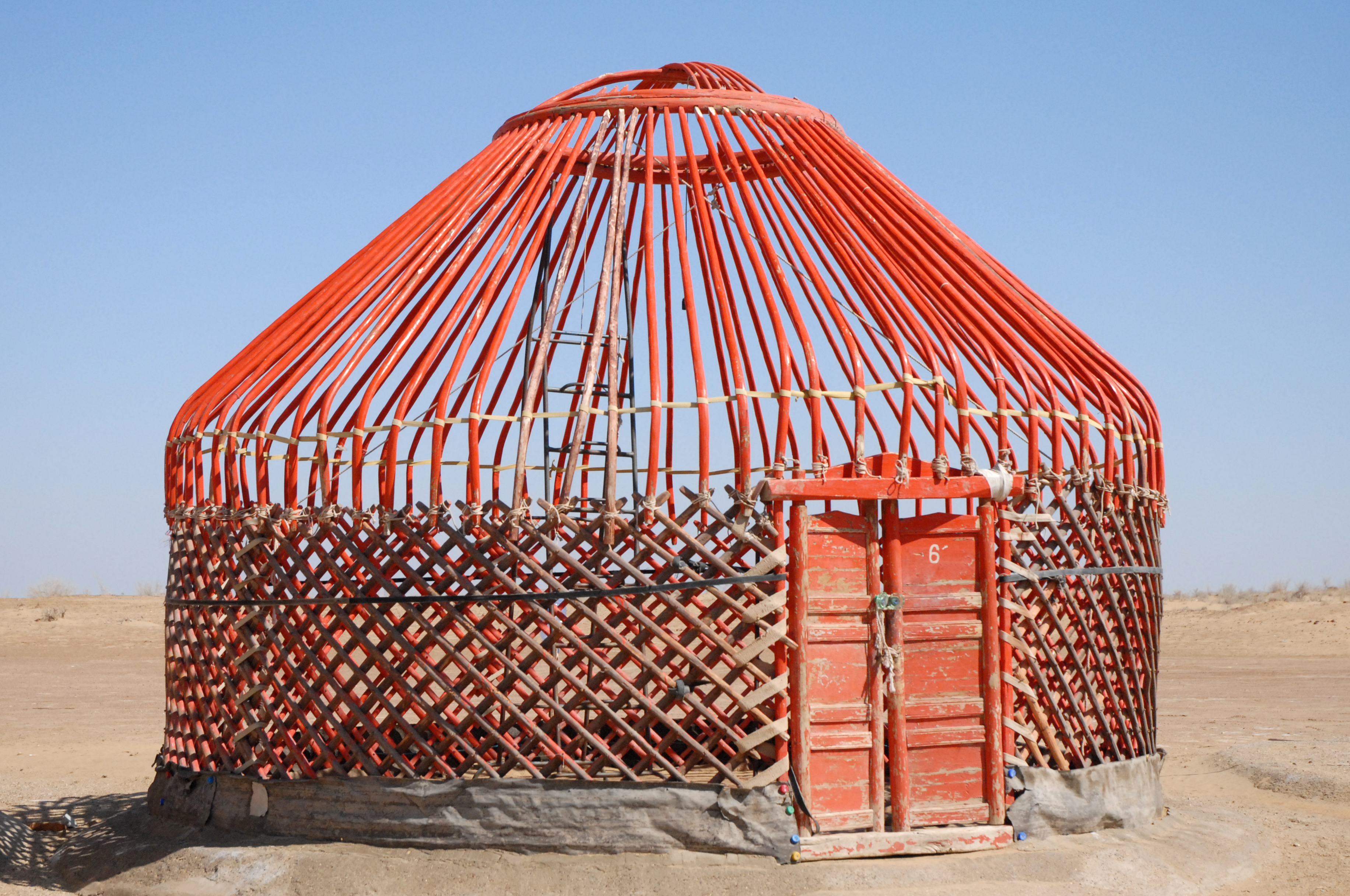
Armazón de una yurta tradicional o qara u'y en Karakalpakia

La visita a una yurta implicaba un riguroso ritual protocolario. Alguien podía ser ejecutado por el solo hecho de entrar en la yurta de un mandatario sin haber anunciado previamente su visita. Su influencia en la cultura de Asia Central se ve reflejada en los diseños del escudo de Kazajistán y la bandera de Kirguistán, ambos adoptados en 1992.
La artesanía tradicional relativa a la yurta mongola fue designada como Patrimonio Cultural Inmaterial de la Humanidad por la Unesco el 5 de diciembre de 2013. Al año siguiente, el 26 de noviembre de 2014, igualmente fue designada la artesanía de la yurta kirguís y kazaja.

## Historia
Las yurtas han sido una característica distintiva de la vida en Asia Central durante al menos tres mil años. La primera descripción escrita de una yurta utilizada como vivienda fue registrada por el historiador Heródoto de la Antigua Grecia. Describió tiendas de campaña parecidas a yurtas como el lugar de residencia de los escitas, una nación nómada que montaba a caballo y vivía en el norte del Mar Negro y la región de Asia Central desde alrededor del 600 a. C. hasta el 300 d. C.

## Partes de una yurta original
En la antigüedad, la yurta era modular y desmontable, pues estaba formada por varias partes y realizada con diversos materiales. Las actuales conservan la forma, pero los materiales utilizados en su construcción se han cambiado por otros más evolucionados y mejorados tecnológicamente. Por ejemplo, resultan ahora más ligeros, resistentes e ignífugos. Sus partes más diferenciadas eran:
- Recubrimiento: La tienda estaba cubierta por varias capas de paja y lonas de lana. Su número variaba dependiendo de la estación del año.
- Anillo: Agujero que se encontraba en la parte central superior de la tienda. Soportaba la carga del extremo de las vigas más hacia el interior y, al mismo tiempo, permitía la salida de humo y la entrada de luz al recinto.
- Jana: Eran las paredes de la tienda y se formaban con un entramado de maderas. Se encargaban de soportar el peso del otro extremo de las vigas hacia el exterior, sin necesidad de usar cuerdas tensoras.
- Puerta: Estaba delimitada por un marco de tablones sujetos al jana con cuerdas. Podía tratarse de una simple lona reforzada en su parte posterior con una madera con bisagras.
- Vigas: Daban una forma redondeada al techo. Se apoyaban sobre la parte superior del jana y se extendían hasta el anillo. Por la forma en que eran colocadas no requería de pilares de refuerzo en el centro de la vivienda, lo que otorgaba un mayor aprovechamiento del espacio interno.
- Cortina: Se ubicaba a cierta distancia de las paredes, colgada de las vigas. Su función era la de separar el espacio común del centro de las áreas privadas.

En Kazajistán las mujeres son responsables de ensamblar y desensamblar las yurtas. Normalmente una de estas viviendas era instalada en una hora por dos o tres mujeres.

## Armado de una yurta mongola
Las yurtas tradicionales consisten en un marco circular de madera que se expande y lleva una cubierta de fieltro. El fieltro está hecho con la lana de los rebaños de ovejas que acompañan a los pastores. La madera para hacer la estructura externa no se encuentra en las estepas sin árboles, y debe obtenerse comerciando en los valles de abajo.
El marco consta de una o más secciones de celosía de pared en expansión, un marco de puerta, postes de techo doblados y una corona. El Ger mongol tiene una o más columnas para sostener la corona y postes de techo rectos. El marco de madera (autoportante) está cubierto con piezas de fieltro. Dependiendo de la disponibilidad, el fieltro se cubre adicionalmente con lonas y/o protectores solares. El marco se mantiene unido con una o más cuerdas o cintas. La estructura se mantiene comprimida por el peso de las cubiertas, a veces complementado por un gran peso que cuelga del centro del techo. Varían con diferentes tamaños y peso relativo. Proporcionan una gran cantidad de aislamiento y protección contra el frío exterior de los inviernos, y se cambian fácilmente para mantener las yurtas frescas durante el verano.
Una yurta está diseñada para ser desmantelada y las partes transportadas de forma compacta en camellos o yaks para ser reconstruidas en otro sitio. La construcción completa toma alrededor de 2 horas.

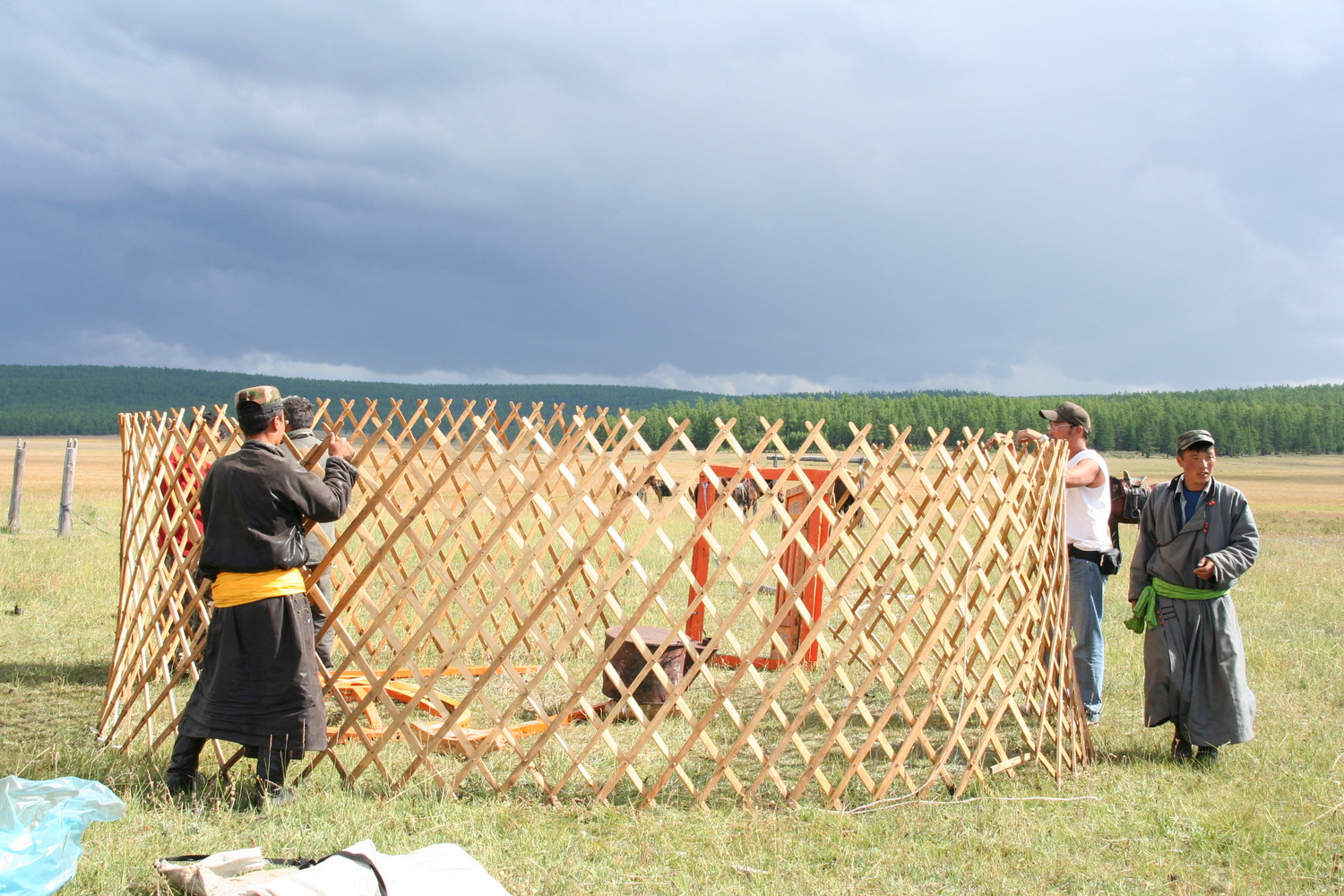
Empezando por las paredes y la puerta.
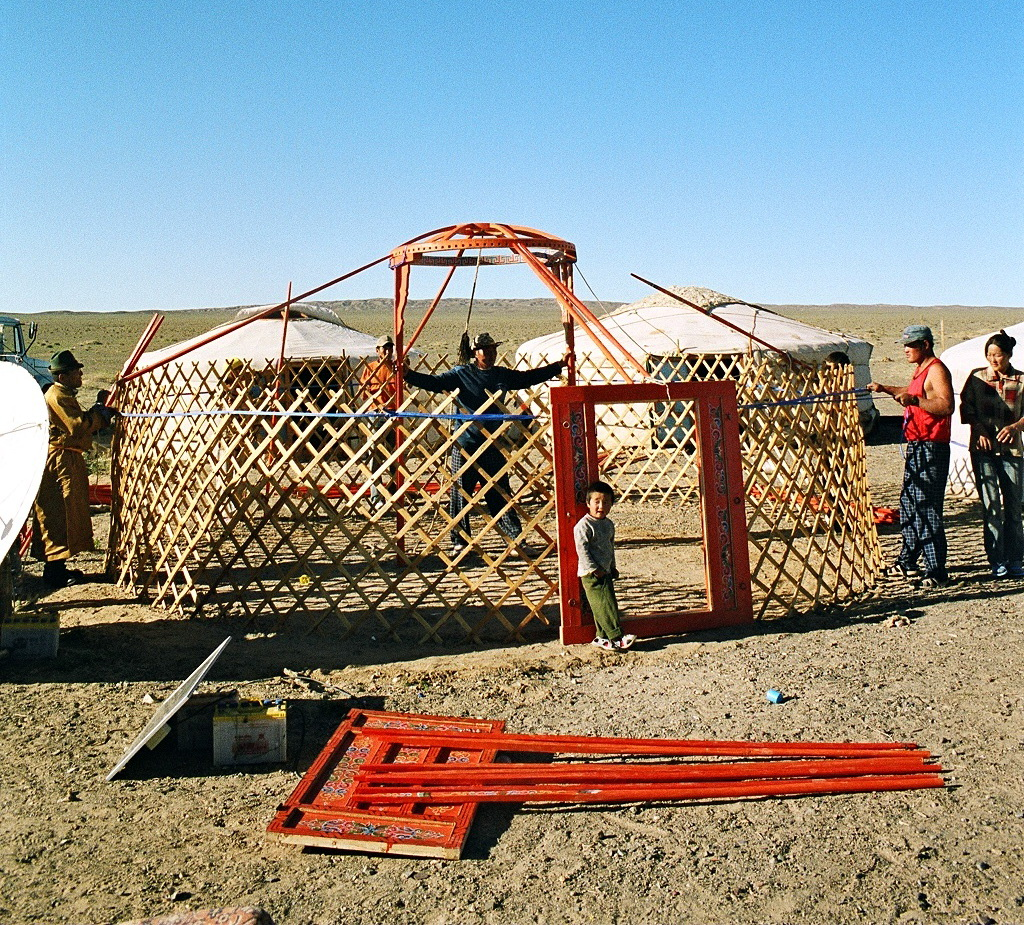
Se colocan las vigas del techo.
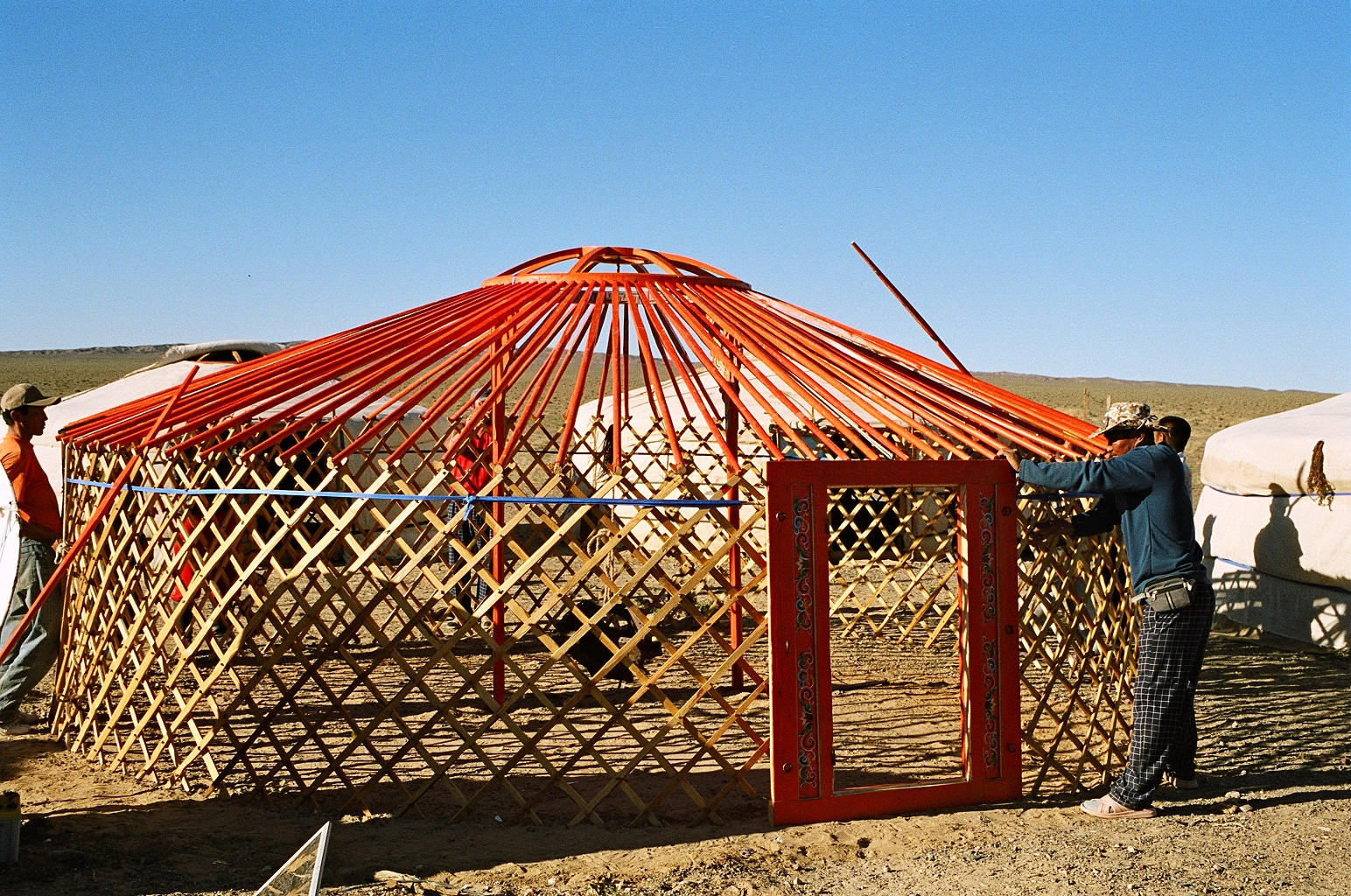
Con las vigas en su lugar.
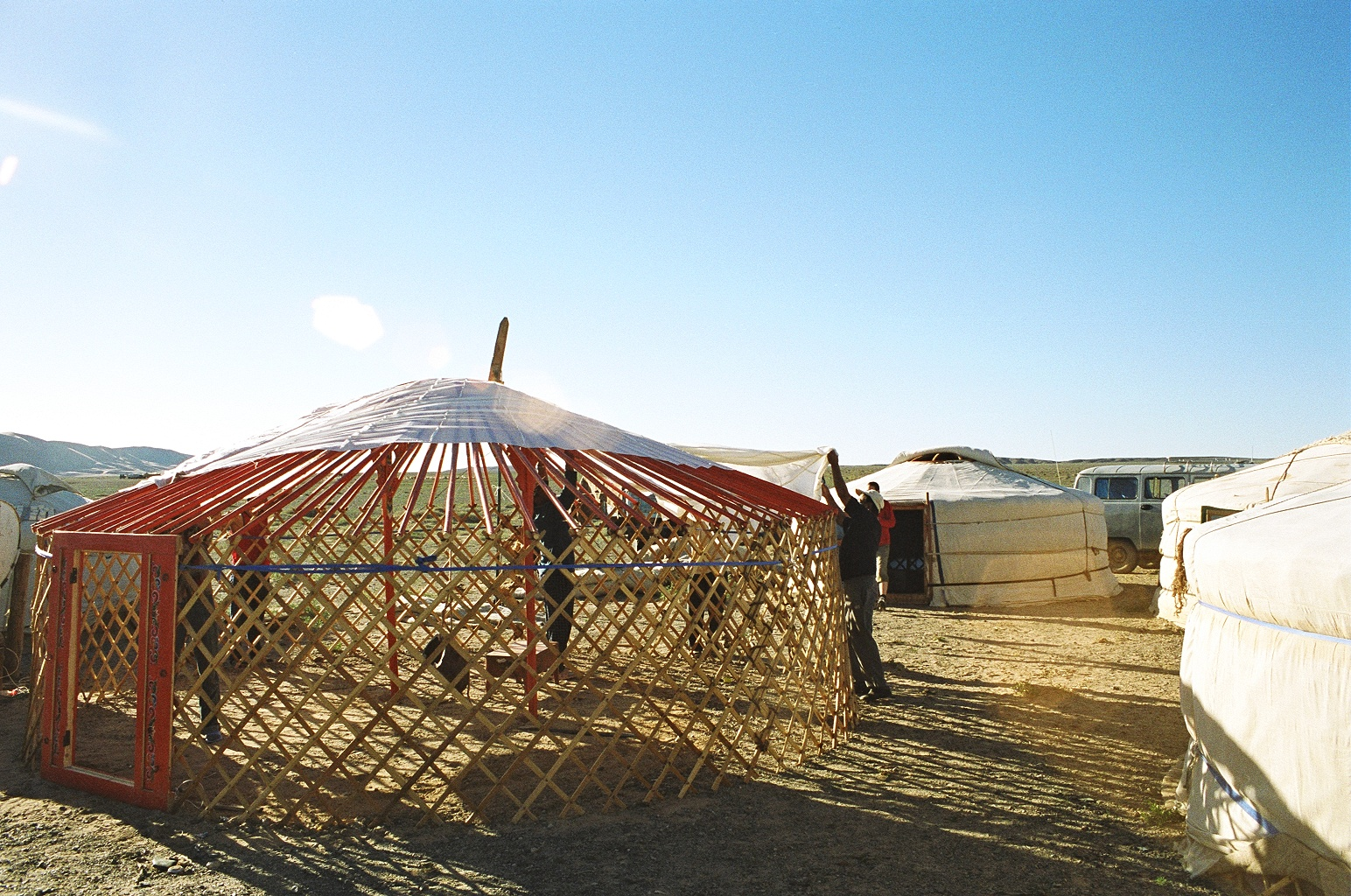
Colocación de la cubierta interior en el techo.
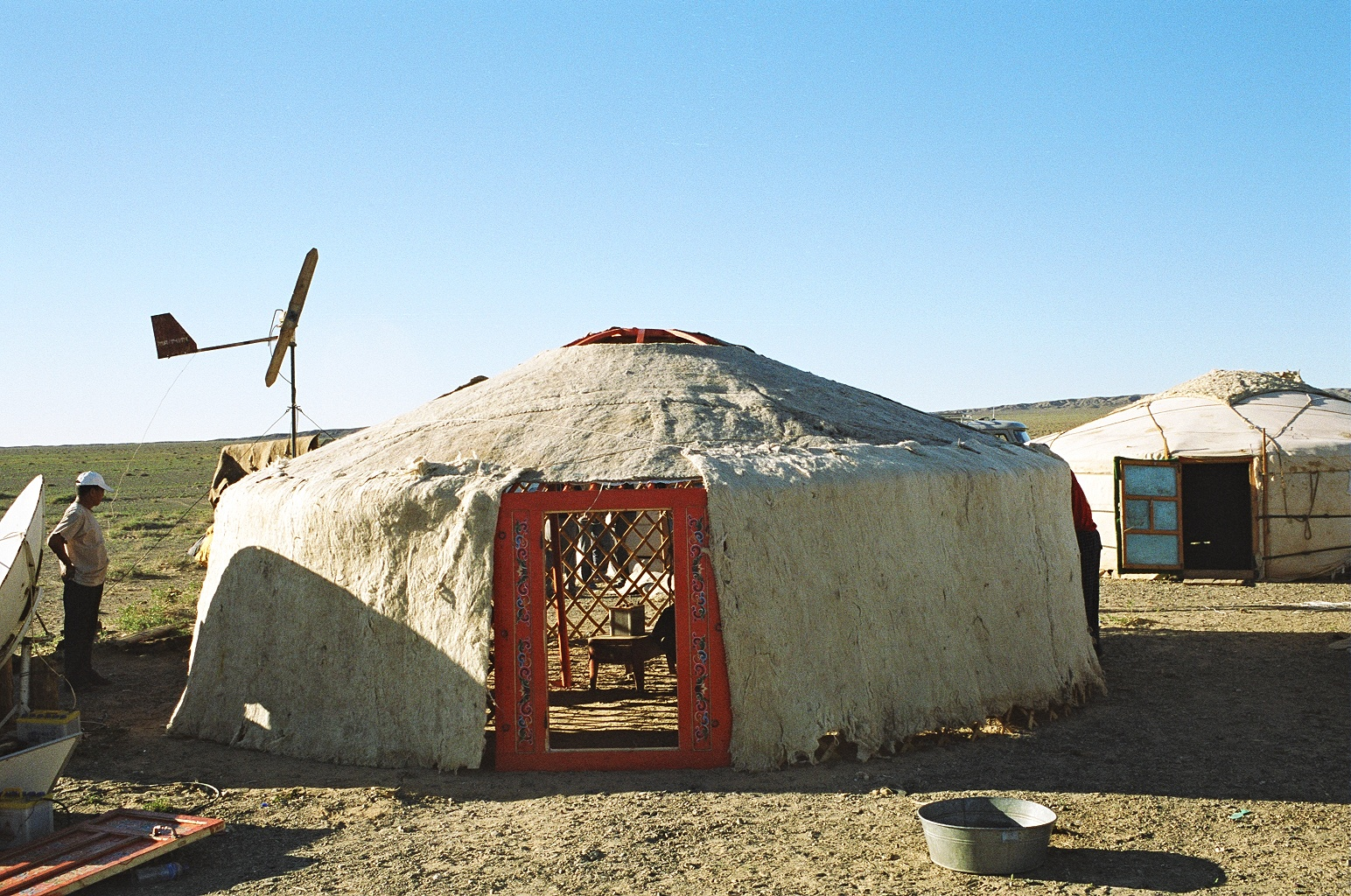
Agregado de la cubierta.
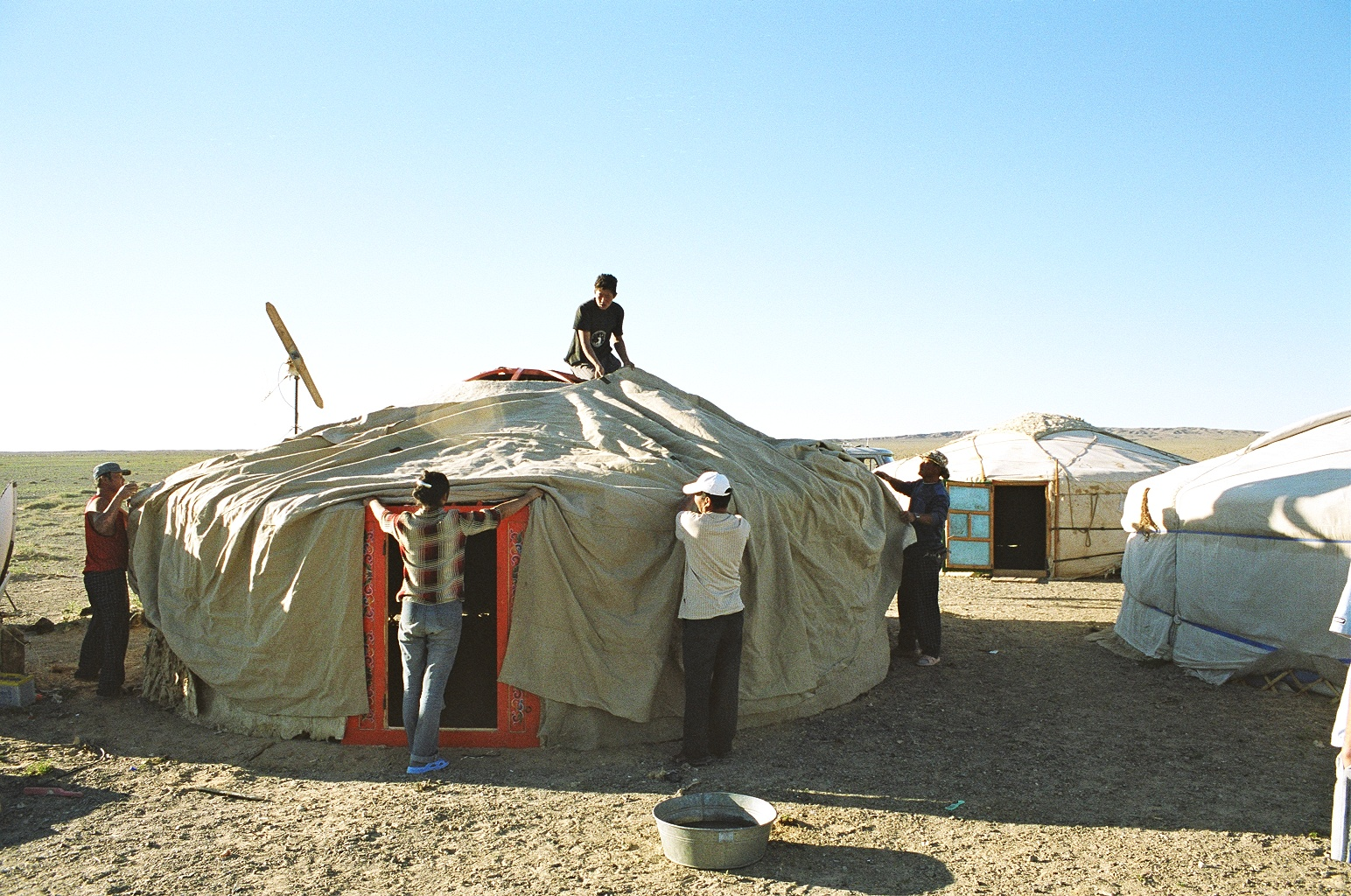
Agregado de la cubierta exterior.
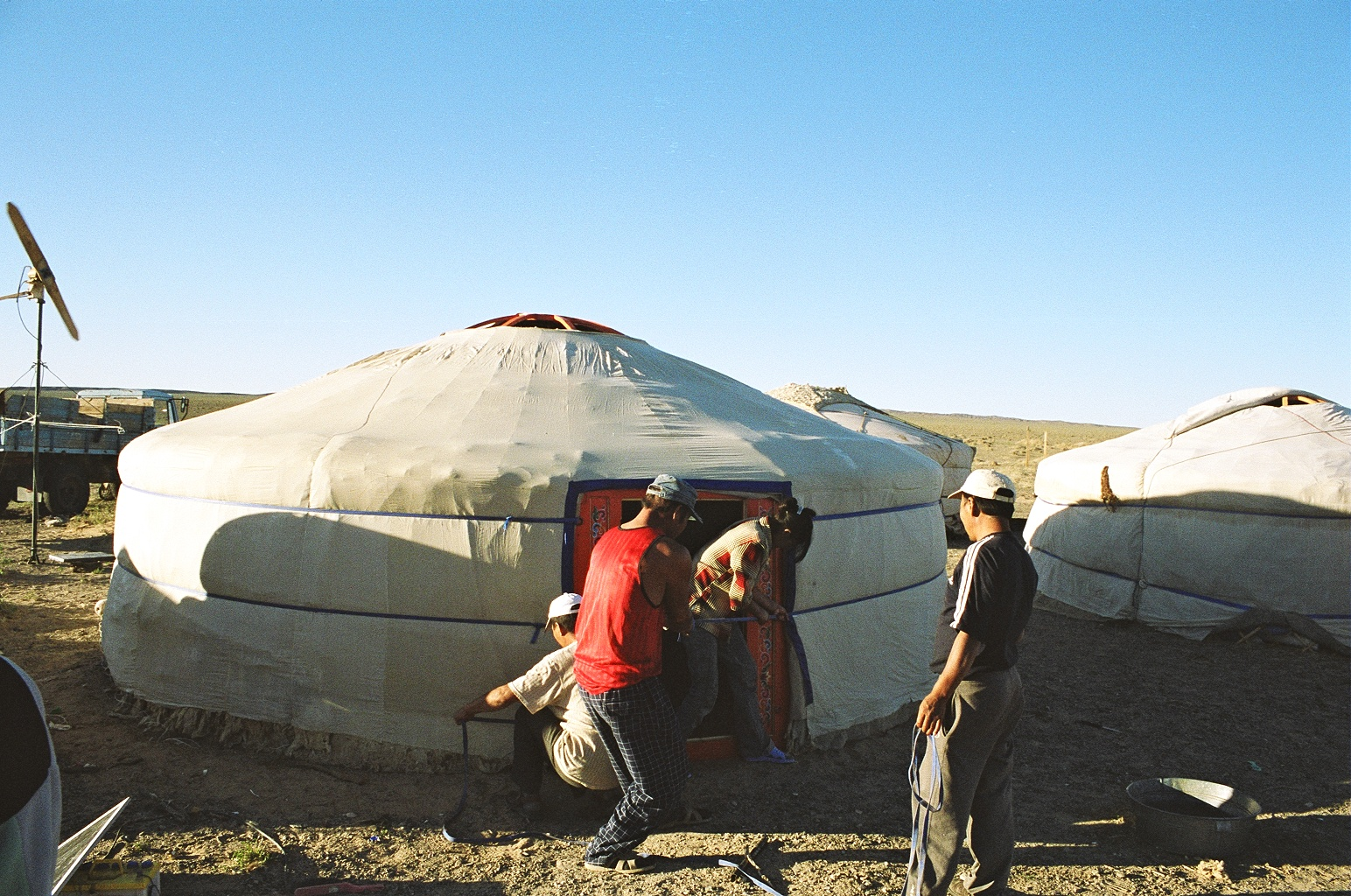
Atado de las sábanas y finalización de la estructura.
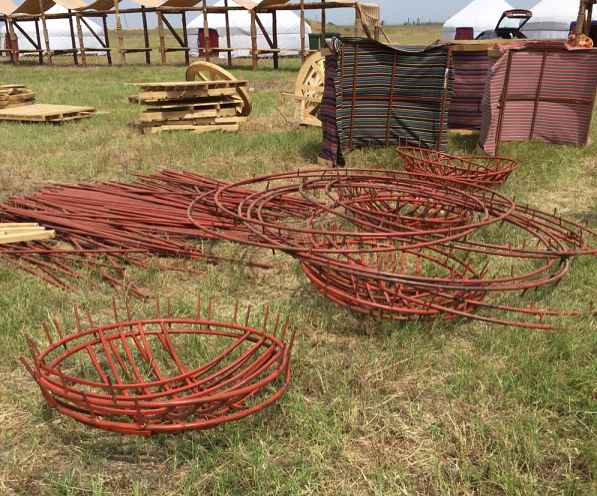
Marco moderno de metal
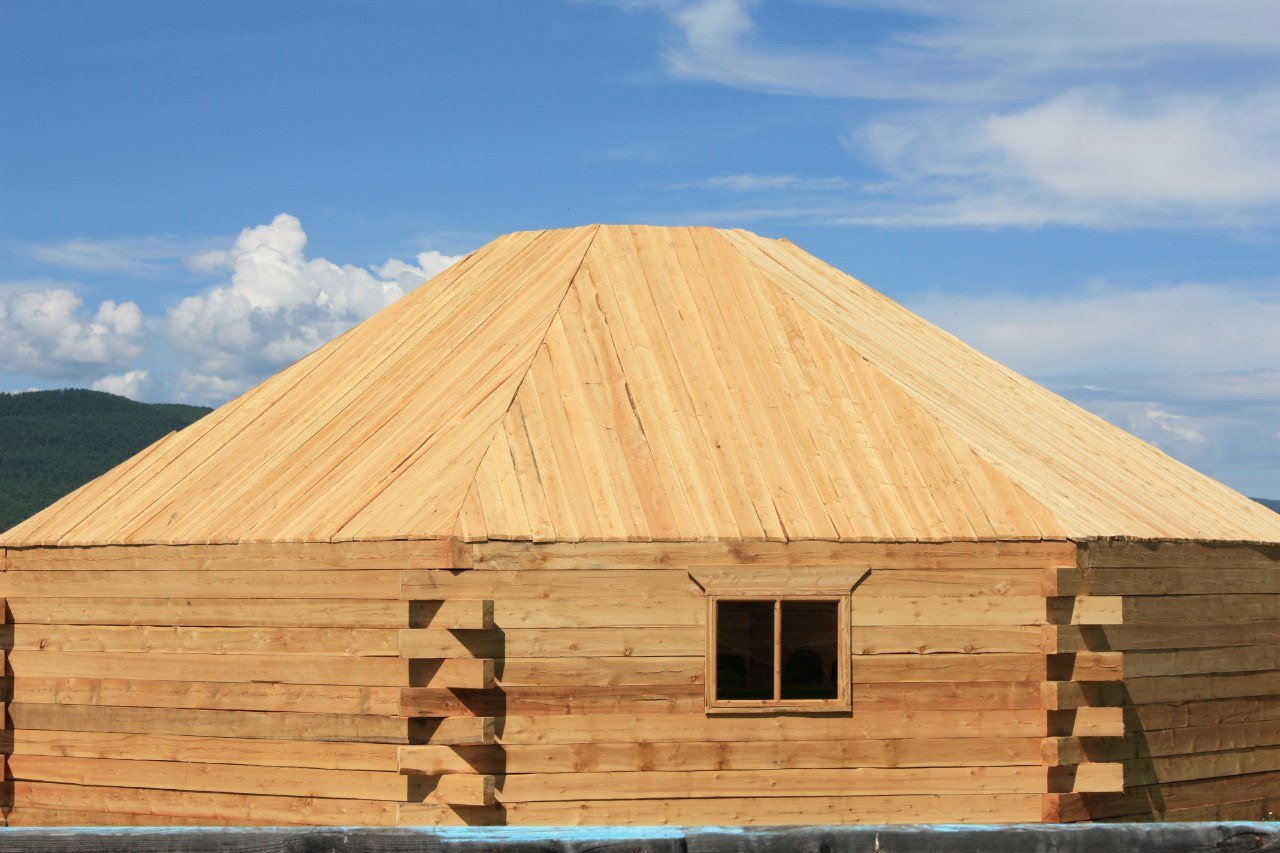
Yurta de madera en construcción en el distrito de Zakámenski, en Buriatia, Rusia
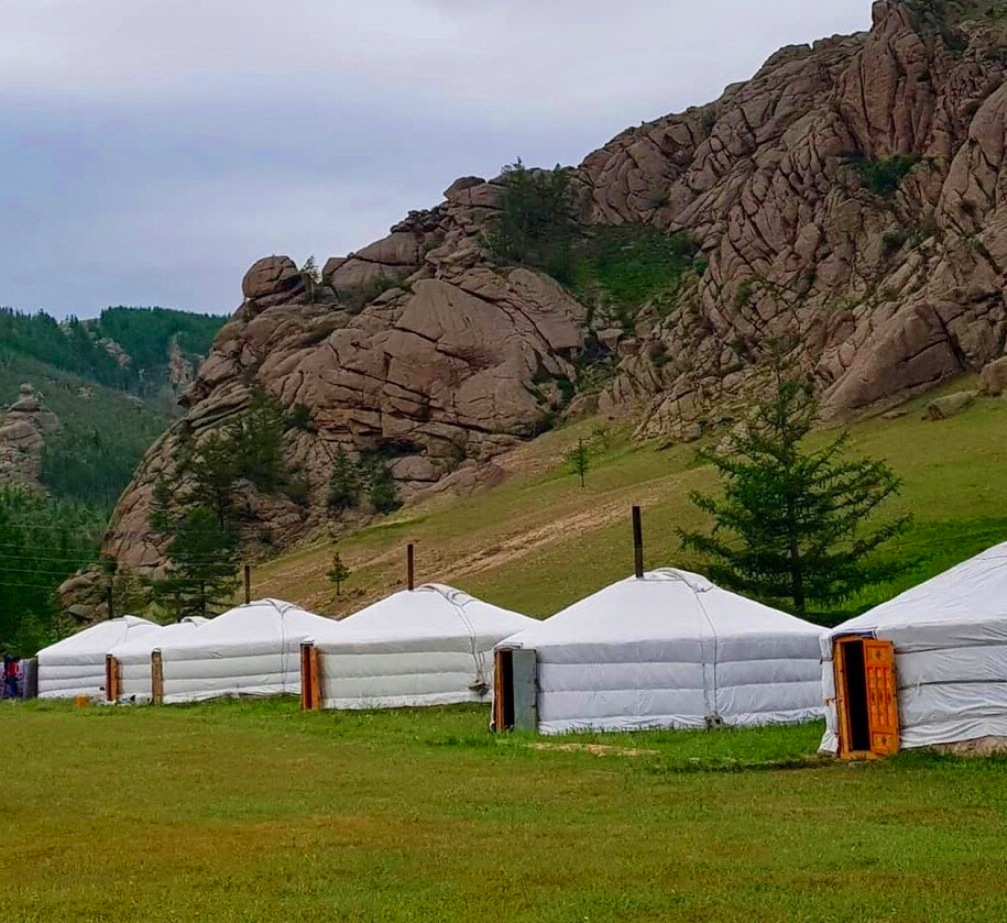
Yurtas en una zona turística. Mongolia

## Aislamiento, decoración y simbolismo
El aislamiento y la decoración tradicionales dentro de una yurta existen principalmente de alfombras de fieltro de lana basadas en patrones. Estos patrones generalmente no son de gusto, sino que se derivan de ornamentos sagrados con cierto simbolismo. Los símbolos que representan la fuerza son, por ejemplo, el temdeg o khas (swastika), las cuatro poderosas bestias (león, tigre, garuda – una especie de aviar y dragón), así como representaciones estilizadas de los Cuatro elementos (fuego, agua, tierra y aire), considerados los elementos fundamentales e inmutables del cosmos. Tales patrones se usan comúnmente en el hogar con la creencia de que traerán fuerza y ofrecerán protección.
Los patrones geométricos repetitivos también se usan ampliamente, como el martillo continuo o el patrón de caminar (alkhan khee). Comúnmente utilizado como decoración de bordes, representa una fuerza sin fin y un movimiento constante. Otro patrón común es el ulzii, un símbolo de larga vida y felicidad. El khamar ugalz (patrón de nariz) y ever ugalz (patrón de cuerno) se derivan de la forma de la nariz y los cuernos del animal, y son los patrones tradicionales más antiguos. Todos los patrones se pueden encontrar no solo entre las propias yurtas, sino también en bordados, muebles, libros, ropa, puertas y otros objetos.
En la fabricación de alfombras de fieltro de Kirguistán, los patrones más comunes son Ala kiyiz y Shyrdak. Los adornos son visualizaciones de buenos deseos o bendición de los hacedores a una hija que se casa, a hijos o nietos.

### En Asia Central

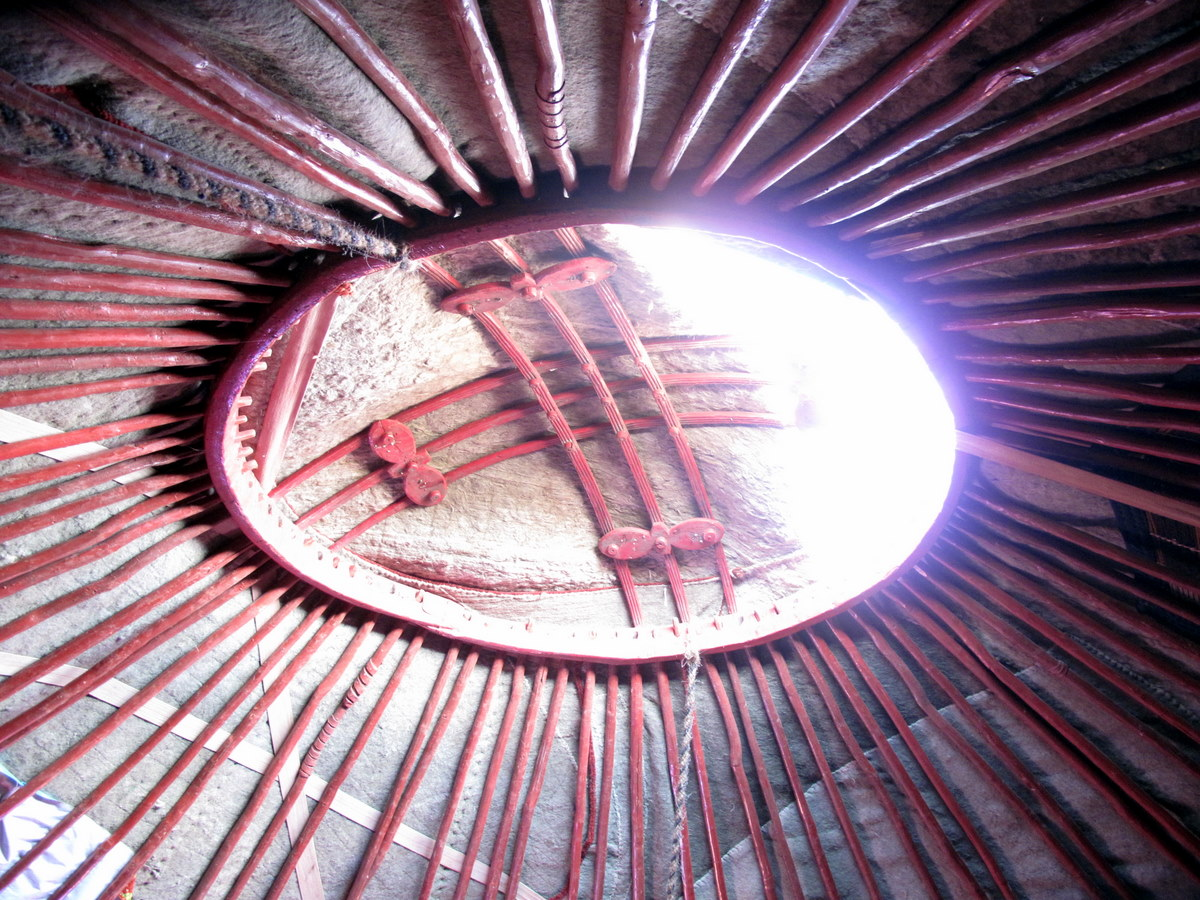
Corona de techo de yurta kirguisa, símbolo Tengri, usado en la Bandera de Kirguistán

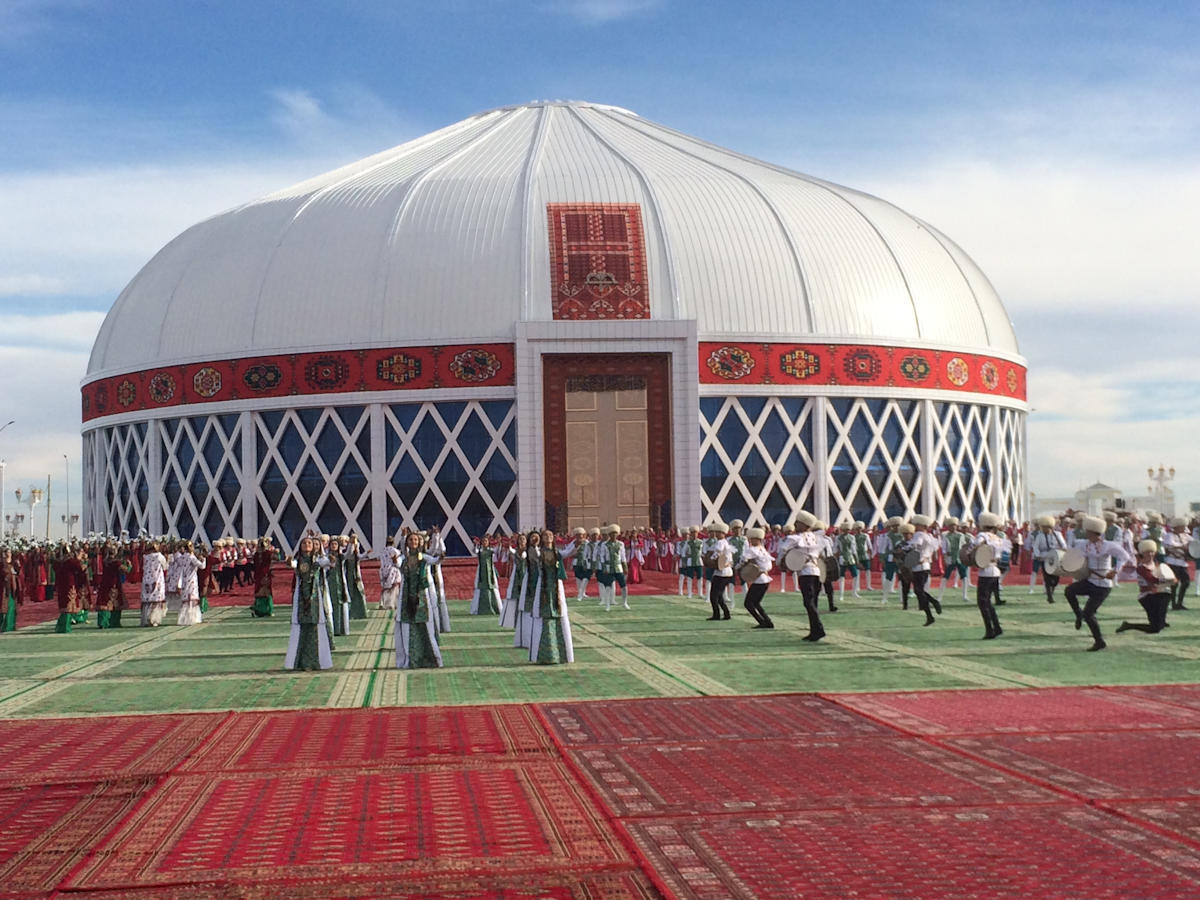
Ak Öýi (Edificio blanco), edificio de hormigón en forma de yurta, "La yurta más grande del mundo", cerca de Mary, Turkmenistán, establecido en 2015.

El shangyrak o corona de madera de la yurta (en mongol: тооно; en kazajo: шаңырақ, romanizado: Shañıraq; en kirguís: түндүк; en turcomano: tüýnük) es en sí mismo emblemático en muchas culturas de Asia Central. En las antiguas comunidades Kazaj, la yurta en sí misma a menudo se reparaba y reconstruía, pero el shangyrak permanecía intacto, pasando de padre a hijo tras la muerte del padre. La antigüedad de la herencia de una familia podría medirse por la acumulación de manchas en el shangyrak debido a décadas de humo que lo atraviesa. Una versión estilizada de la corona está en el centro del escudo de armas de Kazajistán, y forma la imagen principal en la bandera de Kirguistán.
Hoy en día, una yurta se considera un símbolo nacional entre muchos grupos de Asia Central y, como tal, las yurtas se pueden usar como cafés (especialmente los que se especializan en comida tradicional), museos (especialmente relacionados con la cultura nacional) y tiendas de recuerdos. En celebración del año de la ciudad de Mary como capital cultural de los pueblos turcos, el gobierno de Turkmenistán construyó una estructura en forma de yurta, llamada Ak Öýi (Edificio blanco) y descrita como "La yurta más grande del mundo". , de hormigón, granito, aluminio y vidrio. Establecida el 27 de noviembre de 2015, la estructura tiene 35 metros de altura y 70 metros de diámetro. Según la agencia estatal de noticias de Turkmenistán, "una yurta blanca es un símbolo de un legado histórico-cultural distintivo y antiguo, un signo de preservación de nuestras raíces y orígenes". Esta estructura de tres pisos incluye una cafetería, oficinas y apartamentos VIP, así como un gran auditorio con 3000 asientos.

### Budismo en Mongolia

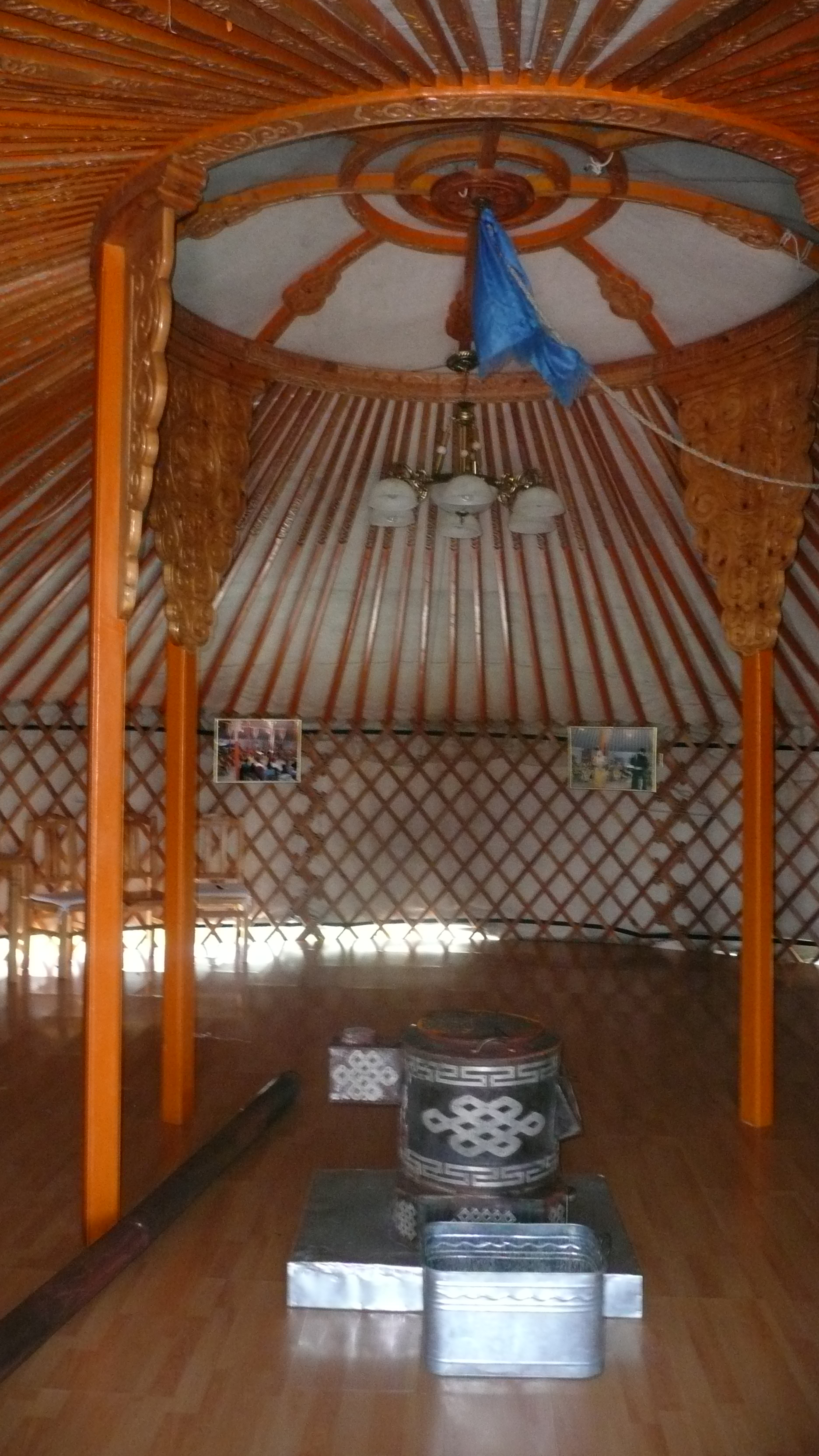
Símbolos budistas: dharmachakra, representado por el khorlo (Tib: འཀོར་ལོ།) toono; khadag (Tib: ཁ་བཏགས་) cuelga del toono y dpaljibeu (Tib: དཔལ་གྱི་བེའུ) está presente en la estufa.

El diseño del ger mongol se desarrolló a partir de sus antiguas formas simples para integrarse activamente con la cultura budista. La corona—toono adoptó la forma de Dharmachakra. El estilo anterior de toono, que hoy en día se encuentra más fácilmente en las yurtas de Asia Central, se llama en Mongolia "sarkhinag toono", mientras que el toono que representa el dharmachakra budista se llama "khorlo" (tibetano འཀོར་ལོ།) toono. También las formas, los colores y los adornos de los elementos de madera: toono, pilares y postes de la yurta mongola están de acuerdo con el estilo artístico que se encuentra en los monasterios budistas de Mongolia. Tales yurtas se llaman "uyangiin ger", que literalmente significa "hogar de las letras" o "hogar de las melodías".

## Yurtas en Occidente
Fuera de la zona de uso tradicional de la yurta, también se ha empleado y se sigue empleando en la actualidad en otros países como tienda de campaña de lujo. Las hay más o menos fieles a las originales, en cuanto a la forma, usos y materiales de construcción.
En Europa, se está produciendo en varios países una aproximación más cercana a la yurta de Mongolia y Asia Central. Estas tiendas utilizan madera dura local y, a menudo, se adaptan a un clima más húmedo con perfiles de techo más inclinados y lonas impermeables. En esencia, son yurtas, pero algunas carecen de la cubierta de fieltro y las características ornamentadas en el exterior que están presentes en las yurtas tradicionales. Hay yurtas fabricadas en el Reino Unido que cuentan con una estructura de metal en uso en al menos dos lugares donde practicar acampadas de lujo, uno en Somerset y otro en Dorset.
La palloza es un edificio tradicional que se encuentra en la Serra dos Ancares en Galicia, España. Las pallozas tienen paredes de piedra y un techo cónico de tallos de centeno.
Diferentes grupos e individuos usan yurtas para una variedad de propósitos, desde viviendas de tiempo completo hasta aulas escolares. En algunos parques provinciales de Canadá y parques estatales de varios estados de EE. UU., hay yurtas permanentes disponibles para acampar.
Desde finales de la década de 1920, la juventud alemana y los movimientos escultismo han adaptado una variante de la yurta y el Sami lavvu (Kohte), llamándolos Schwarzzelt (tiendas negras), un término utilizado principalmente para tiendas de campaña del norte de África.